# Guerting
Guerting (fràncic lorenès Guerténgen) és un municipi francès situat al departament del Mosel·la i a la regió del Gran Est. L'any 2007 tenia 859 habitants.

## Demografia

### Població
El 2007 la població de fet de Guerting era de 859 persones. Hi havia 316 famílies, de les quals 68 eren unipersonals (28 homes vivint sols i 40 dones vivint soles), 100 parelles sense fills, 140 parelles amb fills i 8 famílies monoparentals amb fills.
La població ha evolucionat segons el següent gràfic:
Habitants censats

### Habitatges
El 2007 hi havia 345 habitatges, 325 eren l'habitatge principal de la família, 4 eren segones residències i 16 estaven desocupats. 322 eren cases i 23 eren apartaments. Dels 325 habitatges principals, 290 estaven ocupats pels seus propietaris, 28 estaven llogats i ocupats pels llogaters i 7 estaven cedits a títol gratuït; 1 tenia una cambra, 9 en tenien dues, 11 en tenien tres, 39 en tenien quatre i 265 en tenien cinc o més. 293 habitatges disposaven pel capbaix d'una plaça de pàrquing. A 119 habitatges hi havia un automòbil i a 173 n'hi havia dos o més.

### Piràmide de població
La piràmide de població per edats i sexe el 2009 era:
| Homes | Edats   | Dones |
| ----- | ------- | ----- |
| 0     | 95 o +  | 4     |
| 0     | 90 a 94 | 0     |
| 0     | 85 a 89 | 4     |
| 8     | 80 a 84 | 20    |
| 8     | 75 a 79 | 4     |
| 8     | 70 a 74 | 28    |
| 20    | 65 a 69 | 16    |
| 20    | 60 a 64 | 4     |
| 12    | 55 a 59 | 20    |
| 32    | 50 a 54 | 24    |
| 40    | 45 a 49 | 40    |
| 40    | 40 a 44 | 32    |
| 48    | 35 a 39 | 40    |
| 24    | 30 a 34 | 48    |
| 24    | 25 a 29 | 28    |
| 16    | 20 a 24 | 12    |
| 28    | 15 a 19 | 40    |
| 28    | 10 a 14 | 32    |
| 32    | 5 a 9   | 44    |
| 36    | 0 a 4   | 12    |

## Economia
El 2007 la població en edat de treballar era de 574 persones, 398 eren actives i 176 eren inactives. De les 398 persones actives 358 estaven ocupades (203 homes i 155 dones) i 40 estaven aturades (13 homes i 27 dones). De les 176 persones inactives 56 estaven jubilades, 44 estaven estudiant i 76 estaven classificades com a «altres inactius».

### Ingressos
El 2009 a Guerting hi havia 337 unitats fiscals que integraven 886 persones, la mediana anual d'ingressos fiscals per persona era de 18.993 €.

### Activitats econòmiques
Dels 10 establiments que hi havia el 2007, 1 era d'una empresa alimentària, 2 d'empreses de construcció, 2 d'empreses de comerç i reparació d'automòbils, 1 d'una empresa financera, 3 d'entitats de l'administració pública i 1 d'una empresa classificada com a «altres activitats de serveis».
Dels 4 establiments de servei als particulars que hi havia el 2009, 1 era una oficina bancària, 1 guixaire pintor, 1 lampisteria i 1 perruqueria.
Dels 2 establiments comercials que hi havia el 2009, 1 era una botiga de menys de 120 m² i 1 una peixateria.
L'any 2000 a Guerting hi havia 4 explotacions agrícoles.

## Equipaments sanitaris i escolars
El 2009 hi havia una escola elemental.

## Poblacions més properes
El següent diagrama mostra les poblacions més properes.